# Taxi en Chine

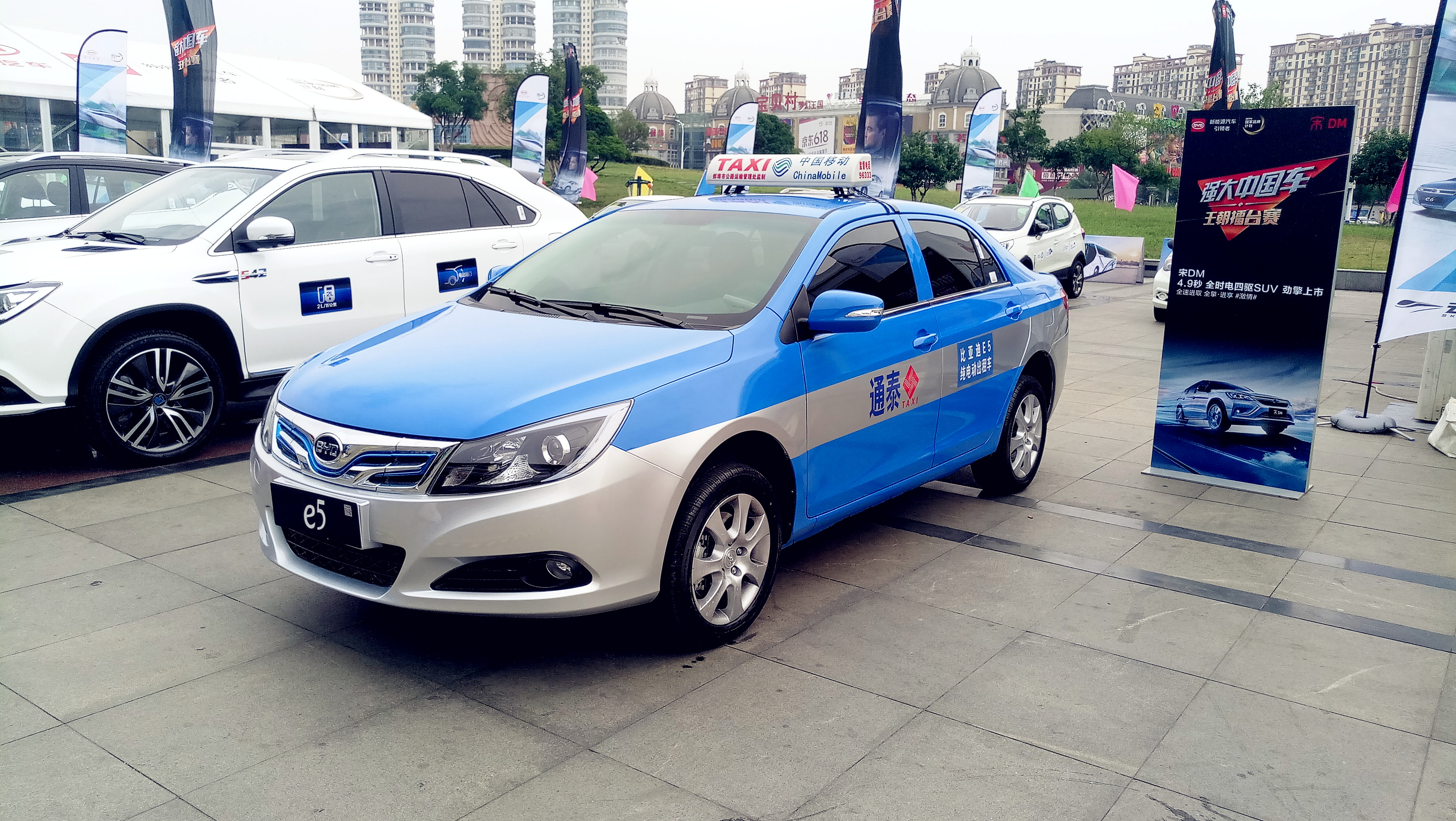
Taxi électrique BYD e5 à Bengbu, Anhui.

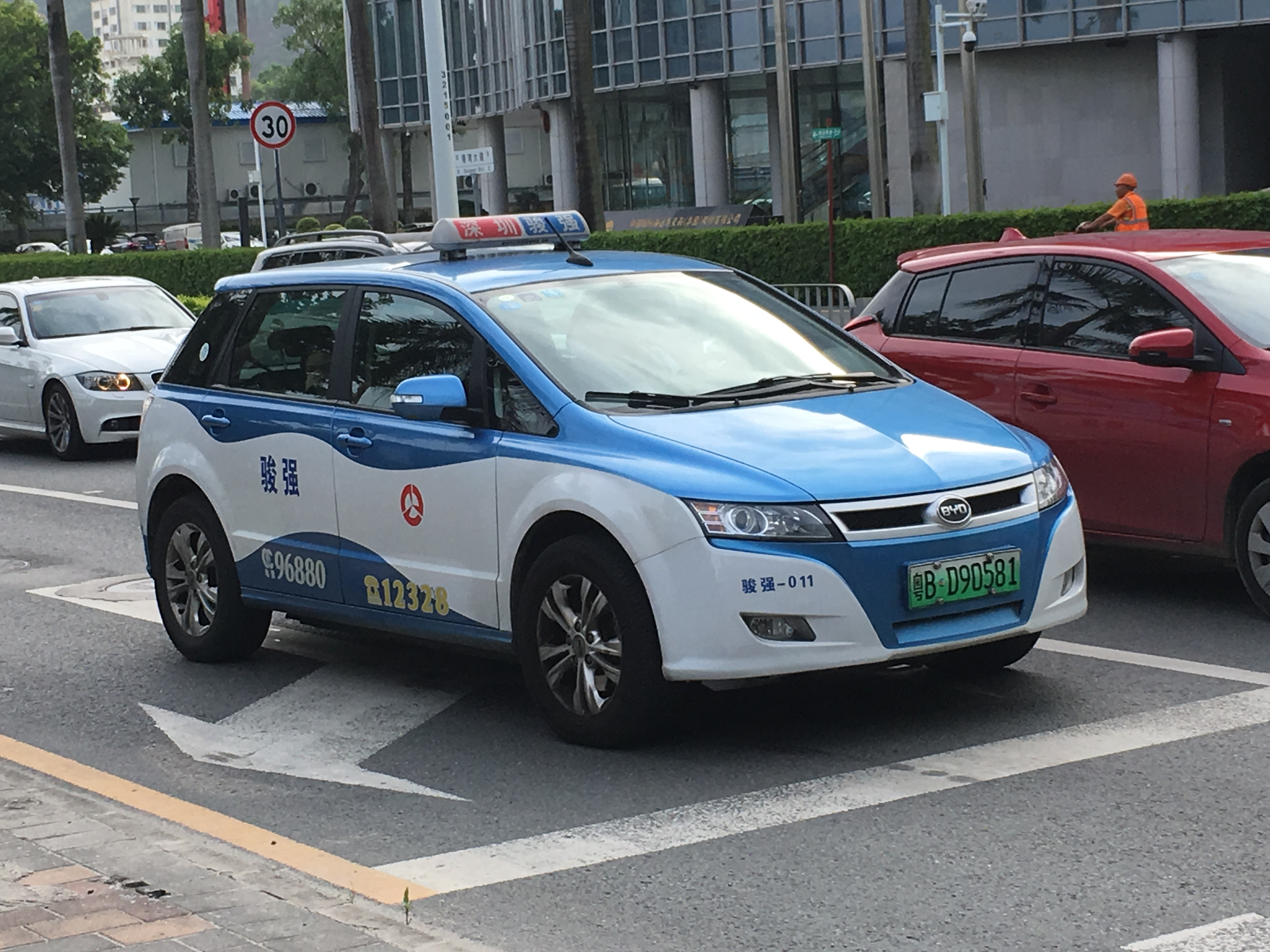
Taxi électrique BYD e6 à Shenzhen, Guangdong.

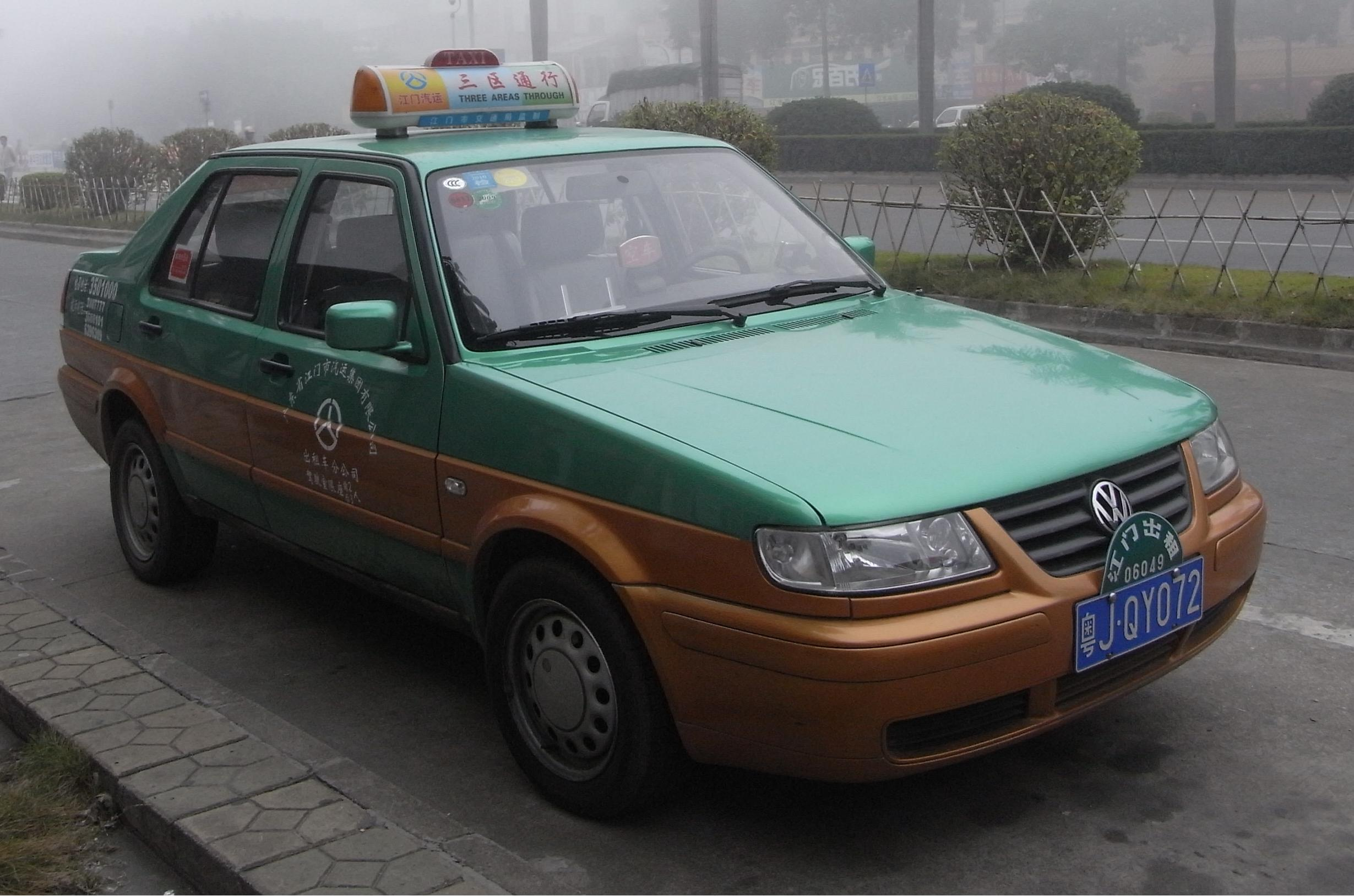
Taxi Volkswagen Jetta à Jiangmen, Guangdong.

En Chine, les taxis sont très répandus dans tout le pays. Dididache de Tencent est une application pour smartphone spécialement conçue pour Meizu, ZTE et Huawei, qui met en relation passagers et chauffeurs de taxi se trouvant à proximité. Pour les passagers, une liste des taxis à proximité est créée via GPS et un signal est envoyé indiquant une manifestation d'intérêt. À l'inverse, pour les chauffeurs de taxi dont l'application est installée sur leur téléphone, le système GPS répertorie et localise rapidement les clients potentiels à proximité. Une fois la correspondance établie, le taxi peut charger les passagers en attente.
Dididache est un acteur dominant dans l'arène des taxis en Chine, avec une part de marché supérieure à 60% et un service étendu à 32 villes, dont les agglomérations de niveau 1 comme Pékin, Shanghai, Canton et Shenzhen. Dididache en 2014 compte 40 millions d'utilisateurs enregistrés, soit le double du nombre d'utilisateurs de 2013 ; et chaque mois, plus de 21 millions de trajets en taxi sont réservés via le service, soit 700 000 réservations par jour. En outre, du point de vue des taxis, Dididache compte déjà un grand nombre d'utilisateurs de chauffeurs de taxi de plus de 350 000 véhicules à travers la Chine.
Même dans les petits villages, il y a des taxis disponibles mais les véhicules utilisés ne sont généralement pas réglementés et peuvent cohabiter vélos et motos aménagés avec une voiture. Dans les grandes villes, les taxis sont généralement des moyens de transport très pratiques. Les taxis à Shanghai ne peuvent refuser de se rendre à une destination de la ville. Par rapport à l'Occident, les taxis sont très bon marché et dans les petites régions, le tarif peut être de 1 yuan par personne.

## Modèles
- BYD e5
- Citroën[1]
- Hyundai
- Volkswagen Jetta
- Volkswagen Passat
- Volkswagen Santana